# Chi Rắn hổ mang
Chi Rắn hổ mang (danh pháp khoa học: Naja) là một chi rắn độc thuộc họ Elapidae, thường quen gọi là rắn hổ mang. Những loài thuộc chi này phân bố khắp châu Phi, Tây Nam Á, Nam Á, và Đông Nam Á.
Cho tới gần đây chi Naja chứa 20 - 22 loài, nhưng nó đã trải qua mọt số sửa đổi phân loại học trong những năm gần đây, vì thế số lượng loài dao động đáng kể trong các nguồn tài liệu khác nhau. Tuy nhiên, có sự hỗ trợ đáng kể cho sửa đổi năm 2009 that synonymised the genera Boulengerina and Paranaja with Naja. Theo sửa đổi này, chi Naja hiện tại chứa khoảng 32 loài. 

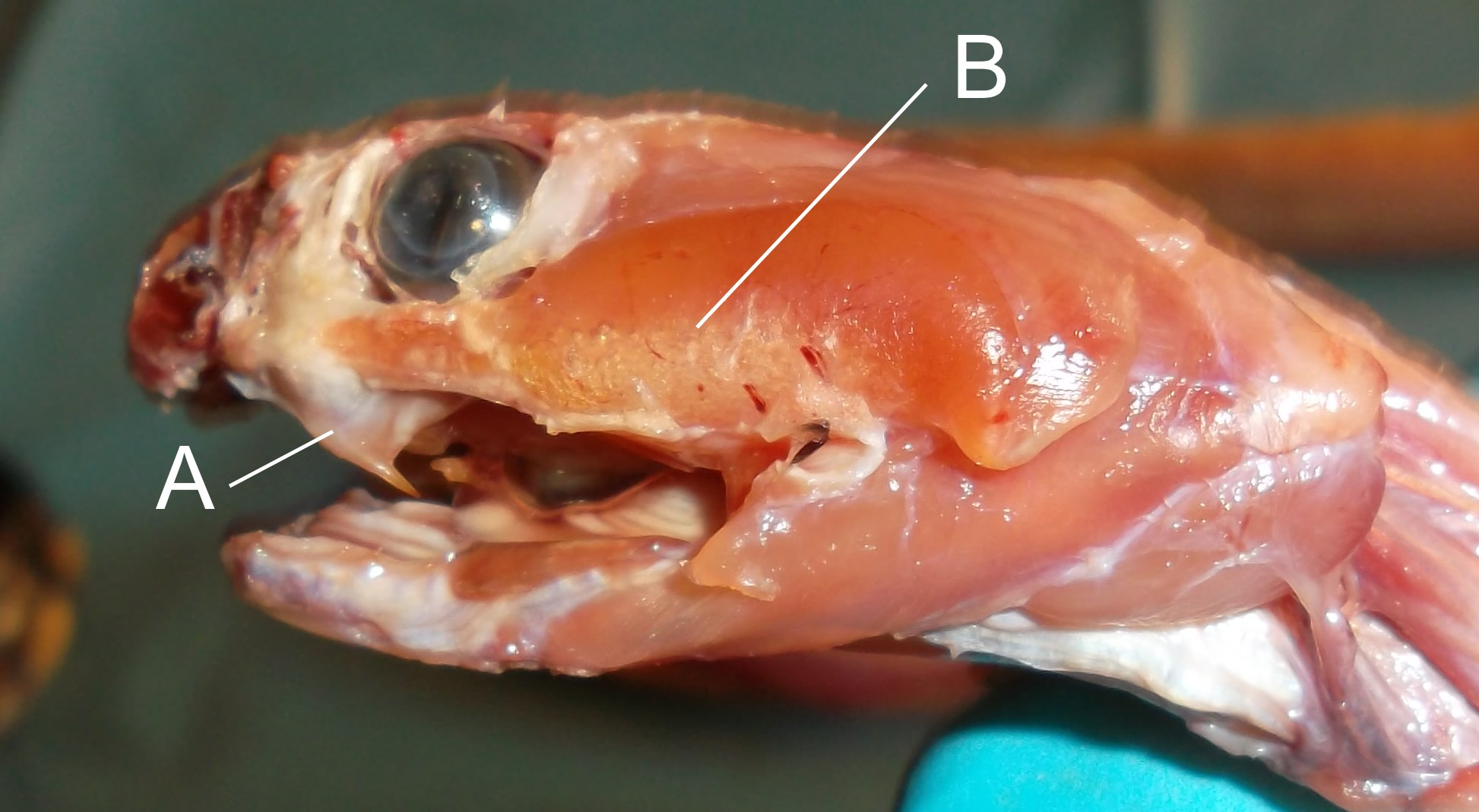
Phần đầu của Naja melanoleuca với răng nọc (A) và tuyến nọc (B).

## Từ nguyên
Nguồn gốc tên gọi khoa học của chi này là từ tiếng Phạn nāga (với "g" cứng) nghĩa là "rắn". Một số người cho rằng từ tiếng Phạn này là cùng nguồn gốc với tên gọi tương ứng trong tiếng Anh "snake", tiếng German: *snēk-a-, Tiền-IE: *(s)nēg-o-, nhưng điều này là không thể. Mayrhofer gọi từ nguyên này là "unglaubhaft ", "không đáng tin cậy", và gợi ý một từ nguyên có thể khả thi hơn kết nối nó với từ tiếng Phạn nagna, "không lông, trần trụi".

## Mô tả
Các loài rắn của chi Naja phần lớn là rắn với thân hình tương đối thanh mảnh, với chiều dài dao động mạnh. Phần lớn các loài có thể dài tới 1,84 m (6,0 ft). Chiều dài tối đa của một số loài to lớn nhất là khoảng 3,1 m (10 ft), với rắn hổ mang rừng (Naja melanoleuca) ở châu Phi được cho là loài dài nhất. Tất cả các loài đều có khả năng đặc trưng là nâng cao phần thân phía trước lên khỏi mặt đất và phình cổ để làm ra vẻ to lớn hơn đối với những kẻ thù tiềm năng.

## Phân loại
Hai nghiên cứu phát sinh chủng loài gần đây đã hỗ trợ cho việc hợp nhất các loài trước đây xếp trong các chi Boulengerina và Paranaja vào chi Naja, do cả hai đều có quan hệ họ hàng gần với rắn hổ mang rừng (Naja melanoleuca).
Wallach et al. gợi ý về việc công nhận 4 phân chi trong phạm vi chi Naja là Naja cho rắn hổ mang châu Á, Boulengerina cho rắn hổ mang rừng, nước và đào bới châu Phi, Uraeus cho nhóm rắn hổ mang Ai Cập và Cape, Afronaja cho rắn hổ phì châu Phi.

## Phát sinh chủng loài
Cây phát sinh chủng loài dưới đây vẽ theo Wallach et al. (2009).

|  | Naja (Naja) kaouthia |
|  |                      |
|  | Naja (Naja) atra     |
|  |                      |

|  | Naja (Naja) mandalayensis |
|  |                           |
|  | Naja (Naja) siamensis     |
|  |                           |
|  | Naja (Naja) sputatrix     |
|  |                           |

|  | Naja (Naja) kaouthia |
|  |                      |
|  | Naja (Naja) atra     |
|  |                      |

|  | Naja (Naja) mandalayensis |
|  |                           |
|  | Naja (Naja) siamensis     |
|  |                           |
|  | Naja (Naja) sputatrix     |
|  |                           |

|  | Naja (Naja) kaouthia |
|  |                      |
|  | Naja (Naja) atra     |
|  |                      |

|  | Naja (Naja) mandalayensis |
|  |                           |
|  | Naja (Naja) siamensis     |
|  |                           |
|  | Naja (Naja) sputatrix     |
|  |                           |

|  | Naja (Naja) kaouthia |
|  |                      |
|  | Naja (Naja) atra     |
|  |                      |

|  | Naja (Naja) mandalayensis |
|  |                           |
|  | Naja (Naja) siamensis     |
|  |                           |
|  | Naja (Naja) sputatrix     |
|  |                           |

|  | Naja (Afronaja) pallida |
|  |                         |
|  | Naja (Afronaja) nubiae  |
|  |                         |

|  | Naja (Afronaja) ashei                                                                      |
|  |                                                                                            |
|  | \| \| Naja (Afronaja) mossambica \| \| \| \| \| \| Naja (Afronaja) nigricincta \| \| \| \| |
|  |                                                                                            |
|  | Naja (Afronaja) mossambica                                                                 |
|  |                                                                                            |
|  | Naja (Afronaja) nigricincta                                                                |
|  |                                                                                            |

|  | Naja (Afronaja) mossambica  |
|  |                             |
|  | Naja (Afronaja) nigricincta |
|  |                             |

|  | Naja (Afronaja) ashei                                                                      |
|  |                                                                                            |
|  | \| \| Naja (Afronaja) mossambica \| \| \| \| \| \| Naja (Afronaja) nigricincta \| \| \| \| |
|  |                                                                                            |
|  | Naja (Afronaja) mossambica                                                                 |
|  |                                                                                            |
|  | Naja (Afronaja) nigricincta                                                                |
|  |                                                                                            |

|  | Naja (Afronaja) mossambica  |
|  |                             |
|  | Naja (Afronaja) nigricincta |
|  |                             |

|  | Naja (Afronaja) ashei                                                                      |
|  |                                                                                            |
|  | \| \| Naja (Afronaja) mossambica \| \| \| \| \| \| Naja (Afronaja) nigricincta \| \| \| \| |
|  |                                                                                            |
|  | Naja (Afronaja) mossambica                                                                 |
|  |                                                                                            |
|  | Naja (Afronaja) nigricincta                                                                |
|  |                                                                                            |

|  | Naja (Afronaja) mossambica  |
|  |                             |
|  | Naja (Afronaja) nigricincta |
|  |                             |

|  | Naja (Afronaja) ashei                                                                      |
|  |                                                                                            |
|  | \| \| Naja (Afronaja) mossambica \| \| \| \| \| \| Naja (Afronaja) nigricincta \| \| \| \| |
|  |                                                                                            |
|  | Naja (Afronaja) mossambica                                                                 |
|  |                                                                                            |
|  | Naja (Afronaja) nigricincta                                                                |
|  |                                                                                            |

|  | Naja (Afronaja) mossambica  |
|  |                             |
|  | Naja (Afronaja) nigricincta |
|  |                             |

|  | Naja (Afronaja) pallida |
|  |                         |
|  | Naja (Afronaja) nubiae  |
|  |                         |

|  | Naja (Afronaja) ashei                                                                      |
|  |                                                                                            |
|  | \| \| Naja (Afronaja) mossambica \| \| \| \| \| \| Naja (Afronaja) nigricincta \| \| \| \| |
|  |                                                                                            |
|  | Naja (Afronaja) mossambica                                                                 |
|  |                                                                                            |
|  | Naja (Afronaja) nigricincta                                                                |
|  |                                                                                            |

|  | Naja (Afronaja) mossambica  |
|  |                             |
|  | Naja (Afronaja) nigricincta |
|  |                             |

|  | Naja (Afronaja) ashei                                                                      |
|  |                                                                                            |
|  | \| \| Naja (Afronaja) mossambica \| \| \| \| \| \| Naja (Afronaja) nigricincta \| \| \| \| |
|  |                                                                                            |
|  | Naja (Afronaja) mossambica                                                                 |
|  |                                                                                            |
|  | Naja (Afronaja) nigricincta                                                                |
|  |                                                                                            |

|  | Naja (Afronaja) mossambica  |
|  |                             |
|  | Naja (Afronaja) nigricincta |
|  |                             |

|  | Naja (Afronaja) ashei                                                                      |
|  |                                                                                            |
|  | \| \| Naja (Afronaja) mossambica \| \| \| \| \| \| Naja (Afronaja) nigricincta \| \| \| \| |
|  |                                                                                            |
|  | Naja (Afronaja) mossambica                                                                 |
|  |                                                                                            |
|  | Naja (Afronaja) nigricincta                                                                |
|  |                                                                                            |

|  | Naja (Afronaja) mossambica  |
|  |                             |
|  | Naja (Afronaja) nigricincta |
|  |                             |

|  | Naja (Afronaja) ashei                                                                      |
|  |                                                                                            |
|  | \| \| Naja (Afronaja) mossambica \| \| \| \| \| \| Naja (Afronaja) nigricincta \| \| \| \| |
|  |                                                                                            |
|  | Naja (Afronaja) mossambica                                                                 |
|  |                                                                                            |
|  | Naja (Afronaja) nigricincta                                                                |
|  |                                                                                            |

|  | Naja (Afronaja) mossambica  |
|  |                             |
|  | Naja (Afronaja) nigricincta |
|  |                             |

|  | \| \| Naja (Boulengerina) christyi \| \| \| \| \| \| Naja (Boulengerina) annulata \| \| \| \| |
|  |                                                                                               |
|  | Naja (Boulengerina) melanoleuca                                                               |
|  |                                                                                               |
|  | Naja (Boulengerina) christyi                                                                  |
|  |                                                                                               |
|  | Naja (Boulengerina) annulata                                                                  |
|  |                                                                                               |

|  | Naja (Boulengerina) christyi |
|  |                              |
|  | Naja (Boulengerina) annulata |
|  |                              |

|  | \| \| Naja (Boulengerina) christyi \| \| \| \| \| \| Naja (Boulengerina) annulata \| \| \| \| |
|  |                                                                                               |
|  | Naja (Boulengerina) melanoleuca                                                               |
|  |                                                                                               |
|  | Naja (Boulengerina) christyi                                                                  |
|  |                                                                                               |
|  | Naja (Boulengerina) annulata                                                                  |
|  |                                                                                               |

|  | Naja (Boulengerina) christyi |
|  |                              |
|  | Naja (Boulengerina) annulata |
|  |                              |

|  | Naja (Uraeus) haje    |
|  |                       |
|  | Naja (Uraeus) arabica |
|  |                       |

|  | Naja (Uraeus) annulifera |
|  |                          |
|  | Naja (Uraeus) anchietae  |
|  |                          |

|  | Naja (Uraeus) haje    |
|  |                       |
|  | Naja (Uraeus) arabica |
|  |                       |

|  | Naja (Uraeus) annulifera |
|  |                          |
|  | Naja (Uraeus) anchietae  |
|  |                          |

|  | Naja (Uraeus) haje    |
|  |                       |
|  | Naja (Uraeus) arabica |
|  |                       |

|  | Naja (Uraeus) annulifera |
|  |                          |
|  | Naja (Uraeus) anchietae  |
|  |                          |

|  | Naja (Uraeus) haje    |
|  |                       |
|  | Naja (Uraeus) arabica |
|  |                       |

|  | Naja (Uraeus) annulifera |
|  |                          |
|  | Naja (Uraeus) anchietae  |
|  |                          |

|  | \| \| Naja (Boulengerina) christyi \| \| \| \| \| \| Naja (Boulengerina) annulata \| \| \| \| |
|  |                                                                                               |
|  | Naja (Boulengerina) melanoleuca                                                               |
|  |                                                                                               |
|  | Naja (Boulengerina) christyi                                                                  |
|  |                                                                                               |
|  | Naja (Boulengerina) annulata                                                                  |
|  |                                                                                               |

|  | Naja (Boulengerina) christyi |
|  |                              |
|  | Naja (Boulengerina) annulata |
|  |                              |

|  | \| \| Naja (Boulengerina) christyi \| \| \| \| \| \| Naja (Boulengerina) annulata \| \| \| \| |
|  |                                                                                               |
|  | Naja (Boulengerina) melanoleuca                                                               |
|  |                                                                                               |
|  | Naja (Boulengerina) christyi                                                                  |
|  |                                                                                               |
|  | Naja (Boulengerina) annulata                                                                  |
|  |                                                                                               |

|  | Naja (Boulengerina) christyi |
|  |                              |
|  | Naja (Boulengerina) annulata |
|  |                              |

|  | Naja (Uraeus) haje    |
|  |                       |
|  | Naja (Uraeus) arabica |
|  |                       |

|  | Naja (Uraeus) annulifera |
|  |                          |
|  | Naja (Uraeus) anchietae  |
|  |                          |

|  | Naja (Uraeus) haje    |
|  |                       |
|  | Naja (Uraeus) arabica |
|  |                       |

|  | Naja (Uraeus) annulifera |
|  |                          |
|  | Naja (Uraeus) anchietae  |
|  |                          |

|  | Naja (Uraeus) haje    |
|  |                       |
|  | Naja (Uraeus) arabica |
|  |                       |

|  | Naja (Uraeus) annulifera |
|  |                          |
|  | Naja (Uraeus) anchietae  |
|  |                          |

|  | Naja (Uraeus) haje    |
|  |                       |
|  | Naja (Uraeus) arabica |
|  |                       |

|  | Naja (Uraeus) annulifera |
|  |                          |
|  | Naja (Uraeus) anchietae  |
|  |                          |

|  | Naja (Afronaja) pallida |
|  |                         |
|  | Naja (Afronaja) nubiae  |
|  |                         |

|  | Naja (Afronaja) ashei                                                                      |
|  |                                                                                            |
|  | \| \| Naja (Afronaja) mossambica \| \| \| \| \| \| Naja (Afronaja) nigricincta \| \| \| \| |
|  |                                                                                            |
|  | Naja (Afronaja) mossambica                                                                 |
|  |                                                                                            |
|  | Naja (Afronaja) nigricincta                                                                |
|  |                                                                                            |

|  | Naja (Afronaja) mossambica  |
|  |                             |
|  | Naja (Afronaja) nigricincta |
|  |                             |

|  | Naja (Afronaja) ashei                                                                      |
|  |                                                                                            |
|  | \| \| Naja (Afronaja) mossambica \| \| \| \| \| \| Naja (Afronaja) nigricincta \| \| \| \| |
|  |                                                                                            |
|  | Naja (Afronaja) mossambica                                                                 |
|  |                                                                                            |
|  | Naja (Afronaja) nigricincta                                                                |
|  |                                                                                            |

|  | Naja (Afronaja) mossambica  |
|  |                             |
|  | Naja (Afronaja) nigricincta |
|  |                             |

|  | Naja (Afronaja) ashei                                                                      |
|  |                                                                                            |
|  | \| \| Naja (Afronaja) mossambica \| \| \| \| \| \| Naja (Afronaja) nigricincta \| \| \| \| |
|  |                                                                                            |
|  | Naja (Afronaja) mossambica                                                                 |
|  |                                                                                            |
|  | Naja (Afronaja) nigricincta                                                                |
|  |                                                                                            |

|  | Naja (Afronaja) mossambica  |
|  |                             |
|  | Naja (Afronaja) nigricincta |
|  |                             |

|  | Naja (Afronaja) ashei                                                                      |
|  |                                                                                            |
|  | \| \| Naja (Afronaja) mossambica \| \| \| \| \| \| Naja (Afronaja) nigricincta \| \| \| \| |
|  |                                                                                            |
|  | Naja (Afronaja) mossambica                                                                 |
|  |                                                                                            |
|  | Naja (Afronaja) nigricincta                                                                |
|  |                                                                                            |

|  | Naja (Afronaja) mossambica  |
|  |                             |
|  | Naja (Afronaja) nigricincta |
|  |                             |

|  | Naja (Afronaja) pallida |
|  |                         |
|  | Naja (Afronaja) nubiae  |
|  |                         |

|  | Naja (Afronaja) ashei                                                                      |
|  |                                                                                            |
|  | \| \| Naja (Afronaja) mossambica \| \| \| \| \| \| Naja (Afronaja) nigricincta \| \| \| \| |
|  |                                                                                            |
|  | Naja (Afronaja) mossambica                                                                 |
|  |                                                                                            |
|  | Naja (Afronaja) nigricincta                                                                |
|  |                                                                                            |

|  | Naja (Afronaja) mossambica  |
|  |                             |
|  | Naja (Afronaja) nigricincta |
|  |                             |

|  | Naja (Afronaja) ashei                                                                      |
|  |                                                                                            |
|  | \| \| Naja (Afronaja) mossambica \| \| \| \| \| \| Naja (Afronaja) nigricincta \| \| \| \| |
|  |                                                                                            |
|  | Naja (Afronaja) mossambica                                                                 |
|  |                                                                                            |
|  | Naja (Afronaja) nigricincta                                                                |
|  |                                                                                            |

|  | Naja (Afronaja) mossambica  |
|  |                             |
|  | Naja (Afronaja) nigricincta |
|  |                             |

|  | Naja (Afronaja) ashei                                                                      |
|  |                                                                                            |
|  | \| \| Naja (Afronaja) mossambica \| \| \| \| \| \| Naja (Afronaja) nigricincta \| \| \| \| |
|  |                                                                                            |
|  | Naja (Afronaja) mossambica                                                                 |
|  |                                                                                            |
|  | Naja (Afronaja) nigricincta                                                                |
|  |                                                                                            |

|  | Naja (Afronaja) mossambica  |
|  |                             |
|  | Naja (Afronaja) nigricincta |
|  |                             |

|  | Naja (Afronaja) ashei                                                                      |
|  |                                                                                            |
|  | \| \| Naja (Afronaja) mossambica \| \| \| \| \| \| Naja (Afronaja) nigricincta \| \| \| \| |
|  |                                                                                            |
|  | Naja (Afronaja) mossambica                                                                 |
|  |                                                                                            |
|  | Naja (Afronaja) nigricincta                                                                |
|  |                                                                                            |

|  | Naja (Afronaja) mossambica  |
|  |                             |
|  | Naja (Afronaja) nigricincta |
|  |                             |

|  | \| \| Naja (Boulengerina) christyi \| \| \| \| \| \| Naja (Boulengerina) annulata \| \| \| \| |
|  |                                                                                               |
|  | Naja (Boulengerina) melanoleuca                                                               |
|  |                                                                                               |
|  | Naja (Boulengerina) christyi                                                                  |
|  |                                                                                               |
|  | Naja (Boulengerina) annulata                                                                  |
|  |                                                                                               |

|  | Naja (Boulengerina) christyi |
|  |                              |
|  | Naja (Boulengerina) annulata |
|  |                              |

|  | \| \| Naja (Boulengerina) christyi \| \| \| \| \| \| Naja (Boulengerina) annulata \| \| \| \| |
|  |                                                                                               |
|  | Naja (Boulengerina) melanoleuca                                                               |
|  |                                                                                               |
|  | Naja (Boulengerina) christyi                                                                  |
|  |                                                                                               |
|  | Naja (Boulengerina) annulata                                                                  |
|  |                                                                                               |

|  | Naja (Boulengerina) christyi |
|  |                              |
|  | Naja (Boulengerina) annulata |
|  |                              |

|  | Naja (Uraeus) haje    |
|  |                       |
|  | Naja (Uraeus) arabica |
|  |                       |

|  | Naja (Uraeus) annulifera |
|  |                          |
|  | Naja (Uraeus) anchietae  |
|  |                          |

|  | Naja (Uraeus) haje    |
|  |                       |
|  | Naja (Uraeus) arabica |
|  |                       |

|  | Naja (Uraeus) annulifera |
|  |                          |
|  | Naja (Uraeus) anchietae  |
|  |                          |

|  | Naja (Uraeus) haje    |
|  |                       |
|  | Naja (Uraeus) arabica |
|  |                       |

|  | Naja (Uraeus) annulifera |
|  |                          |
|  | Naja (Uraeus) anchietae  |
|  |                          |

|  | Naja (Uraeus) haje    |
|  |                       |
|  | Naja (Uraeus) arabica |
|  |                       |

|  | Naja (Uraeus) annulifera |
|  |                          |
|  | Naja (Uraeus) anchietae  |
|  |                          |

|  | \| \| Naja (Boulengerina) christyi \| \| \| \| \| \| Naja (Boulengerina) annulata \| \| \| \| |
|  |                                                                                               |
|  | Naja (Boulengerina) melanoleuca                                                               |
|  |                                                                                               |
|  | Naja (Boulengerina) christyi                                                                  |
|  |                                                                                               |
|  | Naja (Boulengerina) annulata                                                                  |
|  |                                                                                               |

|  | Naja (Boulengerina) christyi |
|  |                              |
|  | Naja (Boulengerina) annulata |
|  |                              |

|  | \| \| Naja (Boulengerina) christyi \| \| \| \| \| \| Naja (Boulengerina) annulata \| \| \| \| |
|  |                                                                                               |
|  | Naja (Boulengerina) melanoleuca                                                               |
|  |                                                                                               |
|  | Naja (Boulengerina) christyi                                                                  |
|  |                                                                                               |
|  | Naja (Boulengerina) annulata                                                                  |
|  |                                                                                               |

|  | Naja (Boulengerina) christyi |
|  |                              |
|  | Naja (Boulengerina) annulata |
|  |                              |

|  | Naja (Uraeus) haje    |
|  |                       |
|  | Naja (Uraeus) arabica |
|  |                       |

|  | Naja (Uraeus) annulifera |
|  |                          |
|  | Naja (Uraeus) anchietae  |
|  |                          |

|  | Naja (Uraeus) haje    |
|  |                       |
|  | Naja (Uraeus) arabica |
|  |                       |

|  | Naja (Uraeus) annulifera |
|  |                          |
|  | Naja (Uraeus) anchietae  |
|  |                          |

|  | Naja (Uraeus) haje    |
|  |                       |
|  | Naja (Uraeus) arabica |
|  |                       |

|  | Naja (Uraeus) annulifera |
|  |                          |
|  | Naja (Uraeus) anchietae  |
|  |                          |

|  | Naja (Uraeus) haje    |
|  |                       |
|  | Naja (Uraeus) arabica |
|  |                       |

|  | Naja (Uraeus) annulifera |
|  |                          |
|  | Naja (Uraeus) anchietae  |
|  |                          |

|  | Naja (Naja) kaouthia |
|  |                      |
|  | Naja (Naja) atra     |
|  |                      |

|  | Naja (Naja) mandalayensis |
|  |                           |
|  | Naja (Naja) siamensis     |
|  |                           |
|  | Naja (Naja) sputatrix     |
|  |                           |

|  | Naja (Naja) kaouthia |
|  |                      |
|  | Naja (Naja) atra     |
|  |                      |

|  | Naja (Naja) mandalayensis |
|  |                           |
|  | Naja (Naja) siamensis     |
|  |                           |
|  | Naja (Naja) sputatrix     |
|  |                           |

|  | Naja (Naja) kaouthia |
|  |                      |
|  | Naja (Naja) atra     |
|  |                      |

|  | Naja (Naja) mandalayensis |
|  |                           |
|  | Naja (Naja) siamensis     |
|  |                           |
|  | Naja (Naja) sputatrix     |
|  |                           |

|  | Naja (Naja) kaouthia |
|  |                      |
|  | Naja (Naja) atra     |
|  |                      |

|  | Naja (Naja) mandalayensis |
|  |                           |
|  | Naja (Naja) siamensis     |
|  |                           |
|  | Naja (Naja) sputatrix     |
|  |                           |

|  | Naja (Afronaja) pallida |
|  |                         |
|  | Naja (Afronaja) nubiae  |
|  |                         |

|  | Naja (Afronaja) ashei                                                                      |
|  |                                                                                            |
|  | \| \| Naja (Afronaja) mossambica \| \| \| \| \| \| Naja (Afronaja) nigricincta \| \| \| \| |
|  |                                                                                            |
|  | Naja (Afronaja) mossambica                                                                 |
|  |                                                                                            |
|  | Naja (Afronaja) nigricincta                                                                |
|  |                                                                                            |

|  | Naja (Afronaja) mossambica  |
|  |                             |
|  | Naja (Afronaja) nigricincta |
|  |                             |

|  | Naja (Afronaja) ashei                                                                      |
|  |                                                                                            |
|  | \| \| Naja (Afronaja) mossambica \| \| \| \| \| \| Naja (Afronaja) nigricincta \| \| \| \| |
|  |                                                                                            |
|  | Naja (Afronaja) mossambica                                                                 |
|  |                                                                                            |
|  | Naja (Afronaja) nigricincta                                                                |
|  |                                                                                            |

|  | Naja (Afronaja) mossambica  |
|  |                             |
|  | Naja (Afronaja) nigricincta |
|  |                             |

|  | Naja (Afronaja) ashei                                                                      |
|  |                                                                                            |
|  | \| \| Naja (Afronaja) mossambica \| \| \| \| \| \| Naja (Afronaja) nigricincta \| \| \| \| |
|  |                                                                                            |
|  | Naja (Afronaja) mossambica                                                                 |
|  |                                                                                            |
|  | Naja (Afronaja) nigricincta                                                                |
|  |                                                                                            |

|  | Naja (Afronaja) mossambica  |
|  |                             |
|  | Naja (Afronaja) nigricincta |
|  |                             |

|  | Naja (Afronaja) ashei                                                                      |
|  |                                                                                            |
|  | \| \| Naja (Afronaja) mossambica \| \| \| \| \| \| Naja (Afronaja) nigricincta \| \| \| \| |
|  |                                                                                            |
|  | Naja (Afronaja) mossambica                                                                 |
|  |                                                                                            |
|  | Naja (Afronaja) nigricincta                                                                |
|  |                                                                                            |

|  | Naja (Afronaja) mossambica  |
|  |                             |
|  | Naja (Afronaja) nigricincta |
|  |                             |

|  | Naja (Afronaja) pallida |
|  |                         |
|  | Naja (Afronaja) nubiae  |
|  |                         |

|  | Naja (Afronaja) ashei                                                                      |
|  |                                                                                            |
|  | \| \| Naja (Afronaja) mossambica \| \| \| \| \| \| Naja (Afronaja) nigricincta \| \| \| \| |
|  |                                                                                            |
|  | Naja (Afronaja) mossambica                                                                 |
|  |                                                                                            |
|  | Naja (Afronaja) nigricincta                                                                |
|  |                                                                                            |

|  | Naja (Afronaja) mossambica  |
|  |                             |
|  | Naja (Afronaja) nigricincta |
|  |                             |

|  | Naja (Afronaja) ashei                                                                      |
|  |                                                                                            |
|  | \| \| Naja (Afronaja) mossambica \| \| \| \| \| \| Naja (Afronaja) nigricincta \| \| \| \| |
|  |                                                                                            |
|  | Naja (Afronaja) mossambica                                                                 |
|  |                                                                                            |
|  | Naja (Afronaja) nigricincta                                                                |
|  |                                                                                            |

|  | Naja (Afronaja) mossambica  |
|  |                             |
|  | Naja (Afronaja) nigricincta |
|  |                             |

|  | Naja (Afronaja) ashei                                                                      |
|  |                                                                                            |
|  | \| \| Naja (Afronaja) mossambica \| \| \| \| \| \| Naja (Afronaja) nigricincta \| \| \| \| |
|  |                                                                                            |
|  | Naja (Afronaja) mossambica                                                                 |
|  |                                                                                            |
|  | Naja (Afronaja) nigricincta                                                                |
|  |                                                                                            |

|  | Naja (Afronaja) mossambica  |
|  |                             |
|  | Naja (Afronaja) nigricincta |
|  |                             |

|  | Naja (Afronaja) ashei                                                                      |
|  |                                                                                            |
|  | \| \| Naja (Afronaja) mossambica \| \| \| \| \| \| Naja (Afronaja) nigricincta \| \| \| \| |
|  |                                                                                            |
|  | Naja (Afronaja) mossambica                                                                 |
|  |                                                                                            |
|  | Naja (Afronaja) nigricincta                                                                |
|  |                                                                                            |

|  | Naja (Afronaja) mossambica  |
|  |                             |
|  | Naja (Afronaja) nigricincta |
|  |                             |

|  | \| \| Naja (Boulengerina) christyi \| \| \| \| \| \| Naja (Boulengerina) annulata \| \| \| \| |
|  |                                                                                               |
|  | Naja (Boulengerina) melanoleuca                                                               |
|  |                                                                                               |
|  | Naja (Boulengerina) christyi                                                                  |
|  |                                                                                               |
|  | Naja (Boulengerina) annulata                                                                  |
|  |                                                                                               |

|  | Naja (Boulengerina) christyi |
|  |                              |
|  | Naja (Boulengerina) annulata |
|  |                              |

|  | \| \| Naja (Boulengerina) christyi \| \| \| \| \| \| Naja (Boulengerina) annulata \| \| \| \| |
|  |                                                                                               |
|  | Naja (Boulengerina) melanoleuca                                                               |
|  |                                                                                               |
|  | Naja (Boulengerina) christyi                                                                  |
|  |                                                                                               |
|  | Naja (Boulengerina) annulata                                                                  |
|  |                                                                                               |

|  | Naja (Boulengerina) christyi |
|  |                              |
|  | Naja (Boulengerina) annulata |
|  |                              |

|  | Naja (Uraeus) haje    |
|  |                       |
|  | Naja (Uraeus) arabica |
|  |                       |

|  | Naja (Uraeus) annulifera |
|  |                          |
|  | Naja (Uraeus) anchietae  |
|  |                          |

|  | Naja (Uraeus) haje    |
|  |                       |
|  | Naja (Uraeus) arabica |
|  |                       |

|  | Naja (Uraeus) annulifera |
|  |                          |
|  | Naja (Uraeus) anchietae  |
|  |                          |

|  | Naja (Uraeus) haje    |
|  |                       |
|  | Naja (Uraeus) arabica |
|  |                       |

|  | Naja (Uraeus) annulifera |
|  |                          |
|  | Naja (Uraeus) anchietae  |
|  |                          |

|  | Naja (Uraeus) haje    |
|  |                       |
|  | Naja (Uraeus) arabica |
|  |                       |

|  | Naja (Uraeus) annulifera |
|  |                          |
|  | Naja (Uraeus) anchietae  |
|  |                          |

|  | \| \| Naja (Boulengerina) christyi \| \| \| \| \| \| Naja (Boulengerina) annulata \| \| \| \| |
|  |                                                                                               |
|  | Naja (Boulengerina) melanoleuca                                                               |
|  |                                                                                               |
|  | Naja (Boulengerina) christyi                                                                  |
|  |                                                                                               |
|  | Naja (Boulengerina) annulata                                                                  |
|  |                                                                                               |

|  | Naja (Boulengerina) christyi |
|  |                              |
|  | Naja (Boulengerina) annulata |
|  |                              |

|  | \| \| Naja (Boulengerina) christyi \| \| \| \| \| \| Naja (Boulengerina) annulata \| \| \| \| |
|  |                                                                                               |
|  | Naja (Boulengerina) melanoleuca                                                               |
|  |                                                                                               |
|  | Naja (Boulengerina) christyi                                                                  |
|  |                                                                                               |
|  | Naja (Boulengerina) annulata                                                                  |
|  |                                                                                               |

|  | Naja (Boulengerina) christyi |
|  |                              |
|  | Naja (Boulengerina) annulata |
|  |                              |

|  | Naja (Uraeus) haje    |
|  |                       |
|  | Naja (Uraeus) arabica |
|  |                       |

|  | Naja (Uraeus) annulifera |
|  |                          |
|  | Naja (Uraeus) anchietae  |
|  |                          |

|  | Naja (Uraeus) haje    |
|  |                       |
|  | Naja (Uraeus) arabica |
|  |                       |

|  | Naja (Uraeus) annulifera |
|  |                          |
|  | Naja (Uraeus) anchietae  |
|  |                          |

|  | Naja (Uraeus) haje    |
|  |                       |
|  | Naja (Uraeus) arabica |
|  |                       |

|  | Naja (Uraeus) annulifera |
|  |                          |
|  | Naja (Uraeus) anchietae  |
|  |                          |

|  | Naja (Uraeus) haje    |
|  |                       |
|  | Naja (Uraeus) arabica |
|  |                       |

|  | Naja (Uraeus) annulifera |
|  |                          |
|  | Naja (Uraeus) anchietae  |
|  |                          |

|  | Naja (Afronaja) pallida |
|  |                         |
|  | Naja (Afronaja) nubiae  |
|  |                         |

|  | Naja (Afronaja) ashei                                                                      |
|  |                                                                                            |
|  | \| \| Naja (Afronaja) mossambica \| \| \| \| \| \| Naja (Afronaja) nigricincta \| \| \| \| |
|  |                                                                                            |
|  | Naja (Afronaja) mossambica                                                                 |
|  |                                                                                            |
|  | Naja (Afronaja) nigricincta                                                                |
|  |                                                                                            |

|  | Naja (Afronaja) mossambica  |
|  |                             |
|  | Naja (Afronaja) nigricincta |
|  |                             |

|  | Naja (Afronaja) ashei                                                                      |
|  |                                                                                            |
|  | \| \| Naja (Afronaja) mossambica \| \| \| \| \| \| Naja (Afronaja) nigricincta \| \| \| \| |
|  |                                                                                            |
|  | Naja (Afronaja) mossambica                                                                 |
|  |                                                                                            |
|  | Naja (Afronaja) nigricincta                                                                |
|  |                                                                                            |

|  | Naja (Afronaja) mossambica  |
|  |                             |
|  | Naja (Afronaja) nigricincta |
|  |                             |

|  | Naja (Afronaja) ashei                                                                      |
|  |                                                                                            |
|  | \| \| Naja (Afronaja) mossambica \| \| \| \| \| \| Naja (Afronaja) nigricincta \| \| \| \| |
|  |                                                                                            |
|  | Naja (Afronaja) mossambica                                                                 |
|  |                                                                                            |
|  | Naja (Afronaja) nigricincta                                                                |
|  |                                                                                            |

|  | Naja (Afronaja) mossambica  |
|  |                             |
|  | Naja (Afronaja) nigricincta |
|  |                             |

|  | Naja (Afronaja) ashei                                                                      |
|  |                                                                                            |
|  | \| \| Naja (Afronaja) mossambica \| \| \| \| \| \| Naja (Afronaja) nigricincta \| \| \| \| |
|  |                                                                                            |
|  | Naja (Afronaja) mossambica                                                                 |
|  |                                                                                            |
|  | Naja (Afronaja) nigricincta                                                                |
|  |                                                                                            |

|  | Naja (Afronaja) mossambica  |
|  |                             |
|  | Naja (Afronaja) nigricincta |
|  |                             |

|  | Naja (Afronaja) pallida |
|  |                         |
|  | Naja (Afronaja) nubiae  |
|  |                         |

|  | Naja (Afronaja) ashei                                                                      |
|  |                                                                                            |
|  | \| \| Naja (Afronaja) mossambica \| \| \| \| \| \| Naja (Afronaja) nigricincta \| \| \| \| |
|  |                                                                                            |
|  | Naja (Afronaja) mossambica                                                                 |
|  |                                                                                            |
|  | Naja (Afronaja) nigricincta                                                                |
|  |                                                                                            |

|  | Naja (Afronaja) mossambica  |
|  |                             |
|  | Naja (Afronaja) nigricincta |
|  |                             |

|  | Naja (Afronaja) ashei                                                                      |
|  |                                                                                            |
|  | \| \| Naja (Afronaja) mossambica \| \| \| \| \| \| Naja (Afronaja) nigricincta \| \| \| \| |
|  |                                                                                            |
|  | Naja (Afronaja) mossambica                                                                 |
|  |                                                                                            |
|  | Naja (Afronaja) nigricincta                                                                |
|  |                                                                                            |

|  | Naja (Afronaja) mossambica  |
|  |                             |
|  | Naja (Afronaja) nigricincta |
|  |                             |

|  | Naja (Afronaja) ashei                                                                      |
|  |                                                                                            |
|  | \| \| Naja (Afronaja) mossambica \| \| \| \| \| \| Naja (Afronaja) nigricincta \| \| \| \| |
|  |                                                                                            |
|  | Naja (Afronaja) mossambica                                                                 |
|  |                                                                                            |
|  | Naja (Afronaja) nigricincta                                                                |
|  |                                                                                            |

|  | Naja (Afronaja) mossambica  |
|  |                             |
|  | Naja (Afronaja) nigricincta |
|  |                             |

|  | Naja (Afronaja) ashei                                                                      |
|  |                                                                                            |
|  | \| \| Naja (Afronaja) mossambica \| \| \| \| \| \| Naja (Afronaja) nigricincta \| \| \| \| |
|  |                                                                                            |
|  | Naja (Afronaja) mossambica                                                                 |
|  |                                                                                            |
|  | Naja (Afronaja) nigricincta                                                                |
|  |                                                                                            |

|  | Naja (Afronaja) mossambica  |
|  |                             |
|  | Naja (Afronaja) nigricincta |
|  |                             |

|  | \| \| Naja (Boulengerina) christyi \| \| \| \| \| \| Naja (Boulengerina) annulata \| \| \| \| |
|  |                                                                                               |
|  | Naja (Boulengerina) melanoleuca                                                               |
|  |                                                                                               |
|  | Naja (Boulengerina) christyi                                                                  |
|  |                                                                                               |
|  | Naja (Boulengerina) annulata                                                                  |
|  |                                                                                               |

|  | Naja (Boulengerina) christyi |
|  |                              |
|  | Naja (Boulengerina) annulata |
|  |                              |

|  | \| \| Naja (Boulengerina) christyi \| \| \| \| \| \| Naja (Boulengerina) annulata \| \| \| \| |
|  |                                                                                               |
|  | Naja (Boulengerina) melanoleuca                                                               |
|  |                                                                                               |
|  | Naja (Boulengerina) christyi                                                                  |
|  |                                                                                               |
|  | Naja (Boulengerina) annulata                                                                  |
|  |                                                                                               |

|  | Naja (Boulengerina) christyi |
|  |                              |
|  | Naja (Boulengerina) annulata |
|  |                              |

|  | Naja (Uraeus) haje    |
|  |                       |
|  | Naja (Uraeus) arabica |
|  |                       |

|  | Naja (Uraeus) annulifera |
|  |                          |
|  | Naja (Uraeus) anchietae  |
|  |                          |

|  | Naja (Uraeus) haje    |
|  |                       |
|  | Naja (Uraeus) arabica |
|  |                       |

|  | Naja (Uraeus) annulifera |
|  |                          |
|  | Naja (Uraeus) anchietae  |
|  |                          |

|  | Naja (Uraeus) haje    |
|  |                       |
|  | Naja (Uraeus) arabica |
|  |                       |

|  | Naja (Uraeus) annulifera |
|  |                          |
|  | Naja (Uraeus) anchietae  |
|  |                          |

|  | Naja (Uraeus) haje    |
|  |                       |
|  | Naja (Uraeus) arabica |
|  |                       |

|  | Naja (Uraeus) annulifera |
|  |                          |
|  | Naja (Uraeus) anchietae  |
|  |                          |

|  | \| \| Naja (Boulengerina) christyi \| \| \| \| \| \| Naja (Boulengerina) annulata \| \| \| \| |
|  |                                                                                               |
|  | Naja (Boulengerina) melanoleuca                                                               |
|  |                                                                                               |
|  | Naja (Boulengerina) christyi                                                                  |
|  |                                                                                               |
|  | Naja (Boulengerina) annulata                                                                  |
|  |                                                                                               |

|  | Naja (Boulengerina) christyi |
|  |                              |
|  | Naja (Boulengerina) annulata |
|  |                              |

|  | \| \| Naja (Boulengerina) christyi \| \| \| \| \| \| Naja (Boulengerina) annulata \| \| \| \| |
|  |                                                                                               |
|  | Naja (Boulengerina) melanoleuca                                                               |
|  |                                                                                               |
|  | Naja (Boulengerina) christyi                                                                  |
|  |                                                                                               |
|  | Naja (Boulengerina) annulata                                                                  |
|  |                                                                                               |

|  | Naja (Boulengerina) christyi |
|  |                              |
|  | Naja (Boulengerina) annulata |
|  |                              |

|  | Naja (Uraeus) haje    |
|  |                       |
|  | Naja (Uraeus) arabica |
|  |                       |

|  | Naja (Uraeus) annulifera |
|  |                          |
|  | Naja (Uraeus) anchietae  |
|  |                          |

|  | Naja (Uraeus) haje    |
|  |                       |
|  | Naja (Uraeus) arabica |
|  |                       |

|  | Naja (Uraeus) annulifera |
|  |                          |
|  | Naja (Uraeus) anchietae  |
|  |                          |

|  | Naja (Uraeus) haje    |
|  |                       |
|  | Naja (Uraeus) arabica |
|  |                       |

|  | Naja (Uraeus) annulifera |
|  |                          |
|  | Naja (Uraeus) anchietae  |
|  |                          |

|  | Naja (Uraeus) haje    |
|  |                       |
|  | Naja (Uraeus) arabica |
|  |                       |

|  | Naja (Uraeus) annulifera |
|  |                          |
|  | Naja (Uraeus) anchietae  |
|  |                          |

## Các loài rắn hổ mang
| Loài              | Tác giả                                       | Phân loài* | Tên thường gọi                                                                        | Phân bố |
| ----------------- | --------------------------------------------- | ---------- | ------------------------------------------------------------------------------------- | --- |
| N. anchietae      | Bocage, 1879                                  | 0          | Rắn hổ mang Anchieta, rắn hổ mang Angola                                              | Angola, Botswana, Namibia, Zambia, đông Zimbabwe. |
| N. annulata       | (Buchholz & Peters, 1876)                     | 1          | Rắn hổ mang nước sọc                                                                  | Cameroon, Cộng hòa Trung Phi, Cộng hòa Dân chủ Congo, Cộng hòa Congo, Guinea Xích đạo, Gabon, Rwanda, tỉnh Cabinda (Angola). |
| N. annulifera     | Peters, 1854                                  | 0          |                                                                                       | Botswana, Malawi, Mozambique, Nam Phi, Swaziland, Zambia, Zimbabwe. |
| †N. antiqua       | Rage, 1976                                    | 0          | Rắn hổ mang Morocco                                                                   | Địa tầng thế Miocen ở Morocco. |
| N. arabica        | Scortecci, 1932                               | 0          | Rắn hổ mang Ả Rập                                                                     | Oman, Saudi Arabia, Yemen. |
| N. ashei          | Wüster & Broadley, 2007                       | 0          | Rắn hổ phì lớn                                                                        | Nam Ethiopia, Kenya, Somalia, đông Uganda. |
| N. atra           | Cantor, 1842                                  | 0          | Rắn hổ mang Trung Quốc, rắn hổ mang thường                                            | Nam Trung Quốc, bắc Lào, Đài Loan, bắc Việt Nam. |
| N. christyi       | (Boulenger, 1904)                             | 0          | Rắn hổ mang nước Congo                                                                | Cộng hòa Dân chủ Congo, Cộng hòa Congo, tỉnh Cabinda (Angola). |
| N. guineensis     | Broadley, Trape, Chirio, Ineich &Wüster, 2018 | 0          | Rắn hổ mang rừng đen                                                                  | Ghana, Guinea, Guinea-Bissau, Bờ Biển Ngà, Liberia, Sierra Leone, Togo. |
| N. haje           | Linnaeus, 1758                                | 0          | Rắn hổ mang Ai Cập                                                                    | Tanzania, Kenya, Somalia, Ethiopia, Uganda, Nam Sudan, Sudan, Cameroon, Nigeria, Niger, Burkina Faso, Mali, Senegal, Mauritania, Morocco, Algeria, Tunisia, Libya và Ai Cập. |
| †N. iberica       | Szyndlar, 1985                                |            | Rắn hổ mang Tây Ban Nha                                                               | Địa tầng thế Miocen ở Tây Ban Nha. |
| N. kaouthia       | Lesson, 1831                                  | 0          | Rắn hổ đất, rắn hổ mang một mắt kính                                                  | Bangladesh, Bhutan, Burma, Campuchia, nam Trung Quốc, đông Ấn Độ, Lào, tây bắc Malaysia, Nepal, Thái Lan, đông nam Tây Tạng, Việt Nam. |
| N. katiensis      | Angel, 1922                                   | 0          | Rắn hổ mang Mali cobra (Rắn hổ phì Kati, rắn hổ phì Tây Phi, rắn hổ phì nâu miền tây) | Benin, Burkina Faso, Cameroon, Ghana, Guinea, Ivory Coast, Mali, Gambia, Mauritania, Niger, Nigeria, Senegal, Togo |
| N. mandalayensis  | Slowinski & Wüster, 2000                      | 0          | Rắn hổ phì Mandalay (rắn hổ phì Myanmar)                                              | Myanmar |
| N. melanoleuca    | Hallowell, 1857                               | 0          | Rắn hổ mang rừng Trung Phi                                                            | Angola, Benin, Cameroon, Cộng hòa Trung Phi, Cộng hòa Congo, Cộng hòa Dân chủ Congo, Guinea Xích đạo, Gabon, Nigeria. |
| N. mossambica     | Peters, 1854                                  | 0          | Rắn hổ phì Mozambique                                                                 | Viễn đông nam Angola, Botswana, Malawi, Mozambique, Somalia, đông bắc Namibia, Nam Phi, Swaziland, Tanzania (cả đảo Pemba), Zambia, Zimbabwe. |
| N. multifasciata  | Werner, 1902                                  | 0          | Rắn nhiều sọc                                                                         | Cameroon, Cộng hòa Congo, Cộng hòa Dân chủ Congo, Gabon. |
| N. najaT          | (Linnaeus, 1758)                              | 0          | Rắn hổ mang Ấn Độ                                                                     | Bangladesh, Bhutan, Ấn Độ, Nepal, Pakistan, Sri Lanka. |
| N. nigricincta    | Bogert, 1940                                  | 1          | Rắn hổ phì vằn                                                                        | Angola, Namibia, Nam Phi. |
| N. nigricollis    | Reinhardt, 1843                               | 0          | Rắn hổ phì cổ đen                                                                     | Angola, Benin, Burkina Faso, Burundi, Cameroon, Cộng hòa Trung Phi, Chad, Cộng hòa Dân chủ Congo (trừ trung tâm), Cộng hòa Congo, Ethiopia, Gabon, Gambia, Ghana, Guinea Bissau, Guinea, Bờ Biển Ngà, Kenya, Liberia, Mali, Mauritania, Namibia, Niger, Nigeria, Rwanda, Senegal, Sierra Leone, Sudan, Tanzania, Somalia, Togo, Uganda, Zambia. |
| N. nivea          | (Linnaeus, 1758)                              | 0          | Rắn hổ mang Cape (rắn hổ mang vàng)                                                   | Botswana, Lesotho, Namibia, Nam Phi. |
| N. nubiae         | Wüster & Broadley, 2003                       | 0          | Rắn hổ phì Nubia                                                                      | Chad, Ai Cập, Eritrea, Niger, Sudan. |
| N. oxiana         | (Eichwald, 1831)                              | 0          | Rắn hổ mang Caspi                                                                     | Afghanistan, tây bắc Ấn Độ, Iran, Kyrgyzstan, Pakistan, Tajikistan, Turkmenistan, Uzbekistan. |
| N. pallida        | Boulenger, 1896                               | 0          | Rắn hổ phì đỏ                                                                         | Djibouti, Ethiopia, Kenya, Somalia, Tanzania. |
| N. peroescobari   | Ceríaco, Marques, Schmitz & Bauer, 2017       | 0          | Rắn hổ mang rừng São Tomé                                                             | São Tomé & Príncipe (São Tomé). |
| N. philippinensis | Taylor, 1922                                  | 0          | Rắn hổ mang Philippines                                                               | Philippines (Luzon, Mindoro). |
| †N. romani        | Hofstetter, 1939                              | 0          | †Rắn hổ mang châu Âu                                                                  | Địa tầng thế Miocen ở Pháp, Đức, Áo, Romania và Ukraina. |
| N. sagittifera    | Wall, 1913                                    | 0          | Rắn hổ mang Andaman                                                                   | Ấn Độ (quần đảo Andaman) |
| N. samarensis     | Peters, 1861                                  | 0          | Rắn hổ mang Samar                                                                     | Philippines (Mindanao, Bohol, Leyte, Samar, Camiguin). |
| N. savannula      | Broadley, Trape, Chirio & Wüster, 2018        | 0          | Rắn hổ mang sọc Tây Phi                                                               | Benin, Burkina Faso, Cameroon, Chad, Gambia, Ghana, Guinea, Bờ Biển Ngà, Mali, Niger, Nigeria, Senegal, Togo. |
| N. senegalensis   | Trape, Chirio & Wüster, 2009                  | 0          | Rắn hổ mang Senegal                                                                   | Benin, Burkina Faso, Ghana, Guinea, Mali, Niger, Nigeria, Senegal. |
| N. siamensis      | Laurenti, 1768                                | 0          | Rắn hổ mang phun nọc Đông Dương, rắn hổ mang Xiêm, rắn hổ mèo                         | Campuchia, Lào, Thái Lan, nam Việt Nam. |
| N. sputatrix      | F. Boie, 1827                                 | 0          | Rắn hổ phì Java                                                                       | Indonesia (Java, quần đảo Sunda Nhỏ, Đông Timor). |
| N. subfulva       | Laurent, 1955                                 | 0          | Rắn hổ mang rừng nâu                                                                  | Angola, Burundi, Cameroon, Cộng hòa Trung Phi, Chad, Cộng hòa Congo, Cộng hòa Dân chủ Congo, Ethiopia, Kenya, Malawi, Mozambique, Nigeria, Rwanda, Somalia, Nam Phi, Nam Sudan, Tanzania, Uganda, Zambia, Zimbabwe. |
| N. sumatrana      | Müller, 1887                                  | 0          | Rắn hổ phì xích đạo                                                                   | Brunei, Indonesia (Sumatra, Borneo, Bangka, Belitung), Malaysia, Philippines (Palawan), nam Thái Lan, Singapore. |

* Không gồm phân loài nguyên chủng.

† Tuyệt chủng.

T Loài điển hình.

## Nọc
| STT | Loài              | LD50 SC     |
| --- | ----------------- | ----------- |
| 1   | N. oxiana         | 0,10 mg/kg  |
| 2   | N. philippinensis | 0,14 mg/kg  |
| 3   | N. samarensis     | 0,21 mg/kg  |
| 4   | N. melanoleuca    | 0,225 mg/kg |
| 5   | N. siamensis      | 0,25 mg/kg  |
| 6   | N. atra           | 0,28 mg/kg  |
| 7   | N. naja           | 0,29 mg/kg  |
| 8   | N. nivea          | 0,37 mg/kg  |
| 9   | N. kaouthia       | 0,47 mg/kg  |
| 10  | N. sumatrana      | 0,60 mg/kg  |

Tất cả các loài của chi Naja đều có khả năng tạo ra những vết cắn gây tử vong cho người. Phần lớn các loài có nọc chứa chất độc neurotoxin mạnh, khi vào cơ thể sẽ tấn công hệ thần kinh, gây ra liệt, nhưng cũng có thể chứa độc tố tế bào gây ra sưng và hoại tử, và có tác động chống đông máu đáng kể. Một vài loài có cả các thành phần độc tố tim mạch trong nọc của chúng.
Một vài loài Naja, được nhắc tới tại đây như là rắn hổ phì, có cơ chế tiết nọc chuyên biệt hóa, trong đó các răng nọc trước của chúng, thay vì giải phóng nọc qua các đầu mũi (tương tự như kim tiêm), lại có khe hở dạng rãnh xoắn ở bề mặt trước cho phép chúng phun nọc ra ngoài miệng. Trong khi nói chung được nói tới như là "phun phì phì", thì hành động này là giống như phun ra. Khoảng cách và độ chính xác mà chúng có thể phun nọc ra thì dao động theo từng loài, nhưng nó được sử dụng như là một cơ chế phòng vệ. Một khi được phun trúng da của nạn nhân, nọc có tác động như là một tác nhân gây kích thích mãnh liệt. Nếu rơi trúng mắt nó có thể gây ra cảm giác thiêu đốt mãnh liệt và gây mù lòa tạm thời hay vĩnh viễn nếu không được xử lý ngay và đúng phương pháp.
Rắn hổ mang Caspi (N. oxiana) ở Trung Á là loài rắn hổ mang có nọc độc mạnh nhất. Trung bình liều LD50 dưới da của N. oxiana ở chuột nhắt là 0,18 mg/kg, và giá trị thấp nhất đã thông báo của N. oxiana là 0,10 mg/kg dưới da. trong khi N. philippinensis có LD50 dưới da ở chuột nhắt là 0,2 mg/kg. Giá trị thấp nhất đã thông báo của N. philippinensis là 0,14 mg/kg dưới da. Ở chuột nhắt, LD50 tiêm ven của rắn hổ mang Caspi là 0,037 mg/kg, và của rắn hổ mang Philippine là 0,05 mg/kg. Rắn hổ mang Caspi là loài rắn hổ mang có nọc độc mạnh nhất trên thế giới (đối với chuột nhắt phòng thí nghiệm). Nọc thô của N. oxiana có liều gây tử vong đã biết thấp nhất (LCLo) là 0,005 mg/kg, thấp nhất trong số các loài rắn hổ mang đã được ghi nhận, phát sinh từ một trường hợp riêng lẻ bị ngộ độc bởi tiêm vào hệ thống não thất. Sau rắn hổ mang Caspi và Philippine là rắn hổ mang rừng rậm (N. melanoleuca) có LD50 là 0,225 mg/kg dưới da, kế tiếp là rắn hổ mang Samar (N. samarensis) với giá trị LD50 0,23 mg/kg dưới da. Các loài rắn hổ mang nước ở Trung Phi cũng có nọc độc rất mạnh. LD50 liên màng bụng ở chuột nhắt của nọc từ Naja annulata và Naja christyi tương ứng là 0,143 mg/kg và 0,120 mg/kg.
Các loài Naja cũng là nhóm rắn quan trọng về mặt y tế do số lượng vết cắn và số ca tử vong mà chúng gây ra trong khắp phạm vi phân bố của chúng. Chúng có mặt ở nhiều nơi tại châu Phi (bao gồm một số phần của Sahara nơi Naja haje có thể được tìm thấy), Tây Nam Á, Trung Á, Nam Á, Đông Á và Đông Nam Á. Khoảng 30–40% số vết cắn của một số loài rắn hổ mang là các vết cắn khô, nghĩa là không tiết nọc.
Nhiều yếu tố ảnh hưởng tới các khác biệt trong các ca tử vong giữa các loài khác nhau trong cùng một chi. Trong số rắn hổ mang, các ca với hậu quả tử vong của các vết cắn ở cả nạn nhân được điều trị lẫn không được điều trị có thể là rất lớn. Chẳng hạn, tỷ lệ tử vong trong số các ca bị rắn hổ mang tiết nọc và không điều trị như một nhóm tổng thể dao động từ 6,5–10% ở N kaouthia tới khoảng 70% ở N. oxiana. Tỷ lệ tử vong do vết cắn của Naja atra là 15-20%, của N. nigricollis là 5–10%, của N. nivea là 50%, của N. melanoleuca là 65–70%, của N. naja là 20–25%, và của N. samarensis là 50–60%.
Trong các ca khi nạn nhân của các vết cắn của rắn hổ mang được điều trị y tế theo thủ tục xử lý thông thường đối với kiểu nọc rắn hổ, các khác biệt trong tiên lượng phụ thuộc vào loài rắn hổ mang đã gây ra vết cắn. Phần lớn các bệnh nhân bị tiết nọc được điều trị đã phục hồi nhanh và hoàn toàn, trong khi những bệnh nhân khác cũng với cách điều trị này lại vẫn tử vong. Các yếu tố quan trọng nhất trong các khác biệt về tỷ lệ tử vong do nọc rắn hổ mang là mức độ nghiêm trọng của vết cắn và loài rắn hổ mang đã gây ra sự tiết nọc. Rắn hổ mang Caspi (N. oxiana) và rắn hổ mang Philippine (N. philippinensis) là 2 loài rắn hổ mang với nọc độc hại nhất dựa theo các nghiên cứu LD50 trên chuột nhắt. Cả hai loài đều gây ra ngộ độc thần kinh rõ nét và sự tiến triển của các triệu chứng đe dọa sinh mạng sau khi tiết nọc. Người ta từng ghi nhận sự tử vong chỉ 30 phút sau khi bị một trong hai loài này tiết nọc. Nọc thuần túy độc tố thần kinh của N. philippinensis gây ra ngộ độc thần kinh rõ nét với tổn thương mô và đau đớn cục bộ ở mức tối thiểu và bệnh nhân phản ứng rất tốt với trị liệu kháng nọc nếu điều trị được thực hành nhanh chóng ngay sau khi bị tiết nọc. Sự tiết nọc do N. oxiana gây ra là phức tạp hơn. Ngoài biểu hiện ngộ độc thần kinh rõ nét, các thành phần độc tố tế bào và độc tố tim mạch rất mạnh có trong nọc của loài này. Các tác động cục bộ được biểu lộ trong tất cả các ca tiết nọc - tổn thương mạnh, sưng to, thâm tím, phồng rộp và hoại tử mô. Tổn thương thận và độc tính tim mạch cũng là các biểu lộ lâm sàng do tiết nọc của N. oxiana, mặc dù chúng là hiếm gặp và chỉ là thứ cấp. Tỷ lệ tử vong không điều trị ở các ca bị N. oxiana tiết nọc lên tới 80%, cao nhất trong số các loài thuộc chi Naja. Kháng nọc không đạt hiệu quả cao đối với sự tiết nọc của loài này như đối với các loài rắn hổ mang châu Á khác trong cùng khu vực chúng sinh sống, như đối với rắn hổ mang Ấn Độ (N. naja) và cũng là do độc tính nguy hiểm trong nọc của loài này nên người ta phải sử dụng một lượng kháng nọc lớn hơn cho bệnh nhân. Kết quả là một loại huyết thanh kháng nọc đơn trị đã được Viện Nghiên cứu Vaccin và Huyết thanh Razi ở Iran phát triển. Phản ứng đối với điều trị bằng loại kháng nọc này ở bệnh nhân nói chung là kém, vì thế thở máy và luồn ống nội khí quản là cần thiết. Tỷ lệ tử vong trong điều trị tiết nọc của N. oxiana vẫn là tương đối cao (tới 30%) khi so với tất cả các loài rắn hổ mang khác (<1%).